# Тимоксен
Тимоксен (на гръцки: Τιμοξενος) е древногръцки военачалник и политически деец, три пъти заемал длъжността стратег на Ахейския съюз (226-225, 223-222 и 221-220 г. пр.н.е.). Известен е с участието си в Клеоменовата война, когато замества победения от спартанците Хипербат и е избран за първи път за стратег с помощта на Арат Сикионски, който доброволно се отказва в негова полза. Своевременно оказаната от Тимоксен и предвожданите от него войници, оказана при разбунтуването на Аргос срещу Клеомен III през 224 г. пр.н.е., принуждава спартанския цар да изостави Коринт и да се оттегли от предишната си твърда отбранителна линия по Коринтския провлак, която дотогава се оказва непробиваема за македонската войска.
В края на третия си мандат като стратег Тимоксен не проявява решителност да отговори на оплаквания от многобройни етолийски набези, поради което Арат, като вече избран на негово място за стратег през 220-219 г. пр.н.е., встъпва в длъжност пет дни по-рано от приетото. Само година по-късно избирането на Тимоксен отново за стратег е осуетено от Филип V Македонски, който урежда да присъства в Егиум по време на изборите и използва влиянието си, за да наклони везните в полза на Еперат.